# داملند
داملند (انگلیسی: DumbLand) مجموعه‌ای از هشت انیمیشن کوتاه به نویسندگی، کارگردانی و همچنین صداپیشگی دیوید لینچ محصول سال ۲۰۰۲
است. این هشت انیمیشن در ابتدا اینترنتی از طریق وبسایت لینچ منتشر شدند و در ۲۸ مارس ۲۰۰۶ روی دی‌وی‌دی انتشار یافتند.